# Isaac Romero
Isaac Romero Bernal (Lebrija, 18 mei 2000) is een Spaans voetballer die bij voorkeur als aanvaller speelt. Hij speelt bij Sevilla FC.

## Clubcarrière
Sevilla FC haalde Romero in 2019 weg bij CA Antoniano. Op 11 januari 2024 werd hij bij het eerste elftal gehaald. Sevilla FC. De dag erop debuteerde hij in La Liga tegen Deportivo Alavés.